# Franklin Clinton
Franklin Clinton es uno de los tres protagonistas de Grand Theft Auto V. En el momento de los acontecimientos del juego, Franklin tiene 25 años, es el más joven de los tres protagonistas. Tratando de escapar de la vida en el gueto.
En el momento de los eventos de The Contract para GTA Online (lanzado el 15 de diciembre de 2021), tiene 33 años, tiene una familia y es el fundador y gerente de la agencia F. Clinton and Partner.
Franklin nació en el sur de Los Santos. Antes de los acontecimientos del juego, comerciaba con drogas, pero después de su arresto, quiere escapar de la vida en el gueto. Para ganar dinero, se involucra en robos y luego consigue un trabajo en una agencia de automóviles armenia propiedad de Simeon Yetaryan. La agencia vende autos a crédito al porcentaje más alto. Y si el comprador no puede pagar, la agencia retira los autos comprados. Esto es lo que hizo el protagonista. Después de reunirse con Michael Franklin se une a este último.
Más tarde se convierte en un ladrón profesional.

## Biografía
Franklin asistió a Davis High School con Lamar Davis, Tanisha Jackson y Tonya Wiggins, pero fue expulsado después de discutir con su maestro y golpearlo. Por esta época, comenzó la vida de mafioso y narcotraficante, cometiendo varios delitos como robo de autos y atracos a bancos, uno de los cuales les reportó a él y a Lamar dos mil dólares, los cuales fueron arruinados por la pintura que manchó los billetes. Franklin también trabajó para un narcotraficante local llamado Marcus, por lo que luego lo mató. Sin embargo, la vida de delitos menores de Franklin duró poco y finalmente fue arrestado en 2008. Después de salir de prisión, decidió abandonar su vida anterior en el gueto.
Transporte: Bravado Buffalo S blanco (un regalo de Simeon, una réplica de juego del Dodge Charger SRT8).
Durante los eventos de GTA V, Franklin, un afroamericano de 25 años, decidió comenzar la vida de una persona común al aceptar un trabajo con un comerciante de automóviles fraudulento de origen armenio, Simeon Yetarian. Le sugirió robarle una moto a un integrante del grupo Vagos, Esteban Jiménez, por falta de pago. El protagonista, junto con su cómplice Lamar Davis, primero inspecciona los garajes en Vespucci Beach, donde son encontrados por los "vagos". Después de un tiroteo, Franklin roba la moto, pero Lamar insiste en que se la deje a él así llevándosela. Y encima después de un robo fallido del automóvil de James de Santa, el hijo del segundo protagonista de GTA V,  Michael de Santa, Franklin pierde su trabajo.
Después de eso, el protagonista ofrece su ayuda a Michael. Rescatan a Jimmy, que estaba tratando de vender el yate a unos bandidos desconocidos, pero estos huyen con el yate al descomponerse el auto de Amanda, la esposa de Michael, quien estuvo engañando a su esposo con un entrenador de tenis. Michael y Frank lo alcanzan y destruyen la casa de la novia de Martín Madrazo, el líder de una mafia mexicana, creyendo erróneamente que la casa pertenecía al entrenador. Michael le debe dos millones y medio de dólares por reparaciones y devoluciones de robos.
Además, Franklin ayuda a su amigo, Lamar Davis, con Chamberlain Gangsta Families. Él y él secuestran a D de la pandilla rival "Ballas" (el secuestro no tuvo éxito por culpa de Lamar, por lo que tuvieron que dejarlo ir), después de esto , Lamar le deja su cuidado a su perro llamado Chop, luego se encuentra con Harold "Stretch" Joseph, un miembro honorario de la CGF, quien sale de prisión (Franklin tiene una relación tensa con él), y concreta un trato para comprar droga con los "Ballas" en una planta procesadora de La Puerta, pero lo último que sale mal por el hecho que Stretch mata a D (al principio los tres pensaron que él lo preparó, pero en realidad no es así). Los tres tienen que luchar contra los "Ballas" y la policía.
Más tarde, Franklin conoce a Lester Crest gracias a Michael, un hacker, y participa en el robo de la joyería Vangelico con Michael y otros miembros de la pandilla para pagar a Madrazo. Pero Dave Norton, el agente de la FIB que cubrió a Michael después de los hechos en North Yankton, y Trevor Philips, el viejo compañero de atracos de Michael quien creyó que este último estaba muerto, se enteran del robo.
Después de que Trevor encontró a Michael en Los Santos, este último le presenta a Franklin mientras trabajaba para el FIB. Se suponía que los tres liberarían a Ferdinand Kerimov, un azerbaiyano acusado de espionaje, del edificio de la IAA
Luego, Franklin está involucrado en el robo de una superarma secreta de Merryweather organizado por Trevor, que luego tuvo que ser devuelto debido a las amenazas del gobierno. Además, Franklin realiza varias "órdenes" para Lester donde tenía que asesinar a varios sujetos para controlar la Bolsa De Valores, tras lo cual como agradecimiento le da una mansión en Vinewood Hills, y el protagonista se muda a vivir allí alejándose de su tía Denise y del gueto (por cierto, la casa no queda tan lejos de la mansión de Michael).
En medio del juego, Franklin, junto con Michael y Trevor, atracan un auto blindado con dinero por orden del FIB y conocen a Devin Weston, un rico hombre de negocios que les ofreció a él, a Michael y a Trevor una orden para robar 5 autos raros. El trío roba los dos primeros autos sin problemas, el tercero roba Franklin con la participación de Trevor.
Después  Michael y  Trevor hicieron un trabajo para Martin Madrazo, después de lo cual Trevor le robó a su esposa porque Martin se negó a pagar, y los viejos cómplices tuvieron que esconderse en el tráiler de Trevor en Sandy Shores, Franklin se enteró de que Phillips estaba siendo perseguido por los hermanos O'Neil supervivientes, que estan tratando de vengarse de Trevor por bombardear su laboratorio en Grapeseed y, con la ayuda de Michael, Trevor y Chop, los mata en el valle de Raton Canyon.
Luego, el trío roba un banco en Paleto Bay, pero la mayor parte del premio mayor va a la FIB. Luego, Franklin está indirectamente involucrado en el robo de una neurotoxina de Humane Labs por órdenes del FIB. Después de estos hechos, el protagonista regresa a Los Santos, donde participa en el robo del cuarto auto, ubicado en el sitio del estudio de cine Solomon Richards.
Mientras los protagonistas se preparan para robar el Union Depository, Trevor se enfrenta a Michael en North Yankton tras descubrir la verdad sobre los eventos de 2004 y el hombre que yace en el ataúd de Michael Townley era Brad Snider, el tercer miembro de la banda de ladrones quien fue asesinado accidentalmente por Dave Norton, Phillips escapa, y Michael es golpeado y secuestrado por las Tríadas. Mientras tanto, Franklin, con Trevor y Lamar, roban el último auto para Devin, pero Weston se niega a pagar. Al darse cuenta de que fue "estafado", Clinton decidió preguntarle a Lester sobre Michael. Aconsejó ponerse en contacto con Trevor. Trevor, a su vez, le dijo a regañadientes al joven afroamericano que Michael había sido secuestrado por bandidos de Wei Cheng, el líder de las Tríadas en San Andreas. Franklin rescata a Michael y después juntos allanan el edificio de la FIB, roban el disco duro que contiene los archivos y borran los archivos del robo en el camino.
Después de que Michael, Trevor y Dave escapaban de una emboscada de los agentes del FBI, la IAA y Merryweather en el Kortz Center y seguían los acontecimientos que siguieron (la reunión de Michael con su familia; el intento de Weston de interrumpir la filmación de una película que produjo Michael), Franklin , junto con Michael y Trevor, salva a Lamar de los "Ballas" que lo capturaron en un aserradero cerca de Paleto Bay; detrás de esto estaba Stretch, quien se convirtió en miembro de pleno derecho de los "Ballas". Franklin le cuenta toda la verdad a Lamar sobre Stretch y jura matarlo. Mientras tanto, Steve Haines, el agente del FBI, vigila a Franklin y le da la orden de matar a Trevor Philips.
El trío lleva a cabo el mayor atraco de la historia, el asalto al Union Depository, y se llevan lingotes por un valor de 201 millones de dólares y los sacan de la ciudad. Después de este hecho, Devin Weston llega a la mansión de Franklin con órdenes de matar a Michael de Santa debido a que este le arruinó varios negocios e indirectamente provocó la muerte de su abogada Molly Schultz al intentar recuperar la película que estaba produciendo.
Si el jugador elige el primer final (matar a Trevor Phillips por órdenes de Steve Haines), entonces Franklin llamará a Trevor, el cual empieza a escapar de él al darse cuenta de sus verdaderas intenciones para que luego Michael llegue y choque a Trevor para que este último se estrellase contra un tanque de gasolina, siendo rociado por este, el jugador tendrá la opción de disparar o no, pero si no dispara Michael lo hará, así quemando vivo al tercer protagonista y matándolo. Aunque Michael afirma que seguirían siendo amigos con Franklin, cuando este se acerque a Michael el lo ignorará o lo rechazará por posiblemente sentir remordimiento por lo sucedido con Trevor. El dinero de Trevor del atraco al Union Depository irá a parar a los dos protagonistas.
Si elige el segundo final (matar a Michael) por órdenes de Devin Weston, entonces Trevor se negará a ayudar en esto considerando a Franklin como un traidor, aun así Franklin cita a Michael y entonces empezará una persecución a la estación enérgica Palmer-Taylor donde Franklin persigue a Michael, pero al momento de que Michael sube a la parte más alta de la planta, Franklin en un momento de irá, empuja a Michael y este último es sostenido por Clinton al casi caer al vacío, en este momento, el jugador tendrá la opción de decidir salvar o soltar a Michael, pero no importa la decisión que tome, porque Michael muere en ambas decisiones, como resultado, Trevor se enterará y romperá su amistad con el protagonista sabiendo que el lo mató y la familia de Michael se negará a saber algo de Franklin (sabiendo que fue él quien lo mató). La parte de Michael del atraco al Union Depository irá a la familia de Michael.
(*) - ambas terminaciones no son canónicas.
Si elige el tercer final (excepto Michael y Trevor), entonces Franklin llamará a Lester. Clinton va a casa de Lester y le cuenta la situación, entonces Lester le propone a Franklin un plan: le diría a Devin Weston y al FIB información falsa de que supuestamente el oro robado por el trío se derretiría en una fundición de Murietta Heights, y el protagonista tendría que tender una emboscada a los agentes del FIB y mercenarios de Merryweather. Franklin se lleva a Lamar con él y reconcilia a Michael con Trevor. Los cuatro luchan contra una avalancha de agentes del FIB y Merryweather. Después de derrotar a la FIB y al Merryweather, Lamar se separa de ellos y decide pasar desapercibido.
Después de eso, la "trinidad impía" (como Lamar llamó a Franklin, Michael y Trevor después de su rescate en el aserradero) deciden enfrentarse a sus enemigos: Devin Weston, Steve Haines, Wei Cheng y Harold "Stretch" Joseph, utilizando las coordenadas que compartió Lester con los protagonistas. Para no despertar sospechas innecesarias, Franklin debe eliminar a Wei Cheng, el enemigo de Trevor, Michael ayuda al protagonista a lidiar con los "ballas" y matar a Stretch, mientras que Trevor irá a matar a Steve Haines. Luego, Phillips secuestra a Weston de su mansión, al mismo tiempo que acaba con los guardias, que consistían en los mercenarios de Merryweather, y lo lleva a un barranco de Paleto Cove, donde el villano, después de las afirmaciones que le hicieron los protagonistas, muere en el maletero de su automóvil tras ser lanzado desde el barranco.
El destino de Franklin se conoce en GTA Online en la actualización "The Contract": 8 años después de que pasaran los eventos de GTA V, se casó, fundó la agencia "F. Clinton and Partner" (y el jugador se convertirá en el propietario de esta agencia), que se ocupa de los contratos para clientes vip, que incluyen proteger a los clientes, evitar fugas de datos y rescatar a rehenes. Completar contratos le permite al jugador ayudar a hacer crecer el negocio de Franklin.
La trama de la actualización The Contract habla de lo que el legendario  rapero, Andre Young, también conocido como Dr. Dre, que alguien robó su teléfono, que contenía "material inédito", por lo que el rapero pidió ayuda a Franklin y al jugador. 
Antes de cumplir con el contrato vip, el jugador y Franklin encuentran un problema en el club de golf donde se reunieron con Dre: dos golfistas, Eugene y Raymond, se negaron a terminar el juego con Young. La situación llega a un punto crítico cuando uno de ellos afirma que su esposa tiene vínculos con el dueño del club de golf, lo que deja a Dre sin otra opción que tratar con ellos. Franklin y el protagonista en línea se ponen al día con los carritos de golf y embisten a uno de ellos, y el segundo, y el jugador lo golpea con un palo de golf indicativamente.
El jugador, con la ayuda de Franklin y su hacker, una chica llamada Imani, encuentra copias de Dr. Dre, irrumpiendo en el edificio de la FIB. Luego roba el disco duro y lo lleva a la agencia de Franklin.
Imani identifica a las personas que poseen copias del teléfono de Dr. Dre, el jugador debe robar estas copias.
El primero resultó ser un miembro de una mafia china, que tiene un penthouse en Diamond Casino, el segundo es Ben Brooks, un multimillonario, un inversor en el campo NFT (hay que matarlo y le quitan el teléfono y llevarlo a la agencia), el tercero es un miembro de los "vagos" que hizo una fiesta de lowriders.
Antes de buscar la tercera copia de Vagos en línea, el protagonista descubre una circunstancia importante: había una sospecha en la agencia de Franklin de que los Ballas con los que Franklin tenía puntajes antiguos estaban relacionados con la tercera copia del teléfono.
Franklin se pone en contacto con un pandillero de Davis Neighborhood Family llamado Vernon. El jugador y Vernon organizan una redada después de frustrar un trato de drogas de los motociclistas de Lost MC en La Mesa. En el futuro, resulta que la pandilla Ballas en el área de Grove Street tiene cautivo a uno de los miembros de "Ballas" llamado Pi, y los "Ballas" están haciendo todo lo posible para rescatarlo.
Después de que el protagonista en línea trata con los bandidos de los Ballas, Vernon organiza un interrogatorio en el garaje, donde se revela toda la verdad: los Ballas no están involucrados en el robo del teléfono de Andre Young, y esto fue hecho por las manos de los Vagos. grupo. P y Vernon forman una alianza con las pandillas para detener a estas últimas, lo que sorprendió a Franklin.
Para reunir a la fiesta de los lowriders, los mafiosos idean un plan: el jugador, P y Vernon van en convoy al punto de encuentro, al estacionamiento de Ranch Projects y atacan a los bandidos que se encuentran allí.
Como resultado de esta operación no enfermiza, el jugador secuestra el lowrider e Imani escanea con los datos del teléfono Dr. Dre.
En el curso de la trama, resulta que el ladrón será una persona cercana al séquito de Young: Johnny Guns. Fundó su estudio WestLab Records para competir con Dr. Dre - Record A. Para capturarla, Johnny contrata tiradores y ataca los estudios Record A con patrullas de la policía.
Después de repeler una redada en el estudio de Yang, el rapero organiza una fiesta e invita al jugador también. Jimmy, DJ Pooh y otros amigos, incluido AP, lo visitan.
Después de una redada fallida, Johnny Guns está en una estación de trenes con sus mercenarios, luego se esconde en el aeropuerto de Los Santos, donde el jugador lo encuentra. Habiéndolo herido previamente, lleva al ladrón a Young, quien, después de una charla, golpea a Guns con un palo de golf, luego de lo cual el jugador lleva al rapero a su helicóptero personal, después de haber recibido de Dr. Dre de regalo un disco nuevo y un superdeportivo.
Más tarde, el jugador recibe una llamada telefónica de Franklin, quien le agradece su ayuda y le dice que Dre lo respetara de por vida.
Además, en la actualización The Contract, Franklin aparece en las tres misiones Short Trip, pequeñas misiones sobre las aventuras de Franklin y su amigo Lamar donde ambos son controlables por los jugadores.
La primera misión de Franklin es ayudar a Lamar a luchar para defender su negocio, LD Organics, de los mafiosos mexicanos Vagos. Luego, los amigos encuentran el camión y suben dentro de la celda, intercambian disparos con los "Vagos" y pierden el camión cuando explota.
En la segunda misión, los amigos, después de haber organizado una pequeña carrera, van a Sandy Shores, donde los "Vagos" almacenan y cultivan marihuana, y queman dos almacenes, luchan contra los "Vagos" que han llegado a tiempo y luego roban una furgoneta. . Lamar lleva a Franklin a casa y él mismo recoge la camioneta.
En la tercera misión, Franklin y Lamar regresan a Sandy Shores, pero esta vez a Lamar se le ocurrió un plan astuto: convierte la camioneta robada en la misión anterior en un "automóvil de marihuana". Acuden a una reunión con posibles compradores de esta inusual camioneta, pero esta reunión resultó ser una emboscada de "vagos". Alejándose de los bandidos, Franklin y Lamar llegan al centro de la ciudad, donde la furgoneta sufre un accidente y los vapores de marihuana que formaban la base de la pintura entraron en los pulmones de los testigos oculares; así termina la serie de misiones Short Trip.

## Personalidad
Franklin Clinton es un afroamericano miembro de The Families de 25 años. Tony Polanco de Mashable lo llamó "el vínculo entre los personajes principales de GTA V, es el único que puede calmar a Michael y Trevor cuando discuten". Polanco señala que “Franklin permanece concentrado en la tarea que tiene entre manos y se asegura de que todos hagan lo mismo, pero al mismo tiempo es algo tímido. Clinton es básicamente una versión más joven del personaje estándar de 'GTA'".

Franklin es muy ambicioso, quizás un poco demasiado ambicioso, y disfruta de aventuras ilícitas. Comparado con Michael, este es un joven lleno de grandes esperanzas. Para Franklin, Michael se convierte en el mentor en el crimen y la vida, el padre que nunca tuvo
— cofundador y vicepresidente creativo de Rockstar Games Dan Houser

Franklin es un gran fanático de los autos, su habilidad especial es ralentizar el tiempo mientras conduce (la mecánica fue tomada del simulador de carreras arcade Midnight Club 3: DUB Edition).

## Recepción
Stefan Barker de ScreenRant declaró que "Franklin es el menos interesante de los tres personajes principales de 'GTA V', sin embargo, sigue siendo un personaje divertido y una de las razones por las que los fans siguen jugando a GTA V".
Ben Jesse de The Gamer llamó a Franklin "el más agradable de los protagonistas porque no es tan malvado o violento como Michael o Trevor". Señala que "Clinton, en comparación con la mayoría de las personas en el juego, es un tipo normal y sensato que solo está tratando de mejorar su vida. Este hecho genera muchos momentos divertidos, ya que sus reacciones ante personajes extraños siempre son cómicas".